# Ardenay-sur-Mérize
Ardenay-sur-Mérize ist eine französische Gemeinde im Département Sarthe in der Region Pays de la Loire. Sie gehört zum Arrondissement Mamers und zum Kanton Savigné-l’Évêque. Am 1. Januar 2022 hatte die Gemeinde 499 Einwohner.

## Geografie
Ardenay-sur-Mérize liegt etwa zehn Kilometer Luftlinie östlich von Le Mans auf einer Höhe zwischen 65 und 123 m über dem Meeresspiegel, die mittlere Höhe beträgt 104 m. Das Gemeindegebiet umfasst 11,67 km² (1.167 ha), und die Bevölkerungsdichte beträgt 37 Einwohner pro km². Der Ort liegt am Rand des großen Waldgebietes Bois de Loudon.  
Die umliegenden Gemeinden sind: 
- Le Breil-sur-Mérize
- Challes
- Parigné-l’Évêque
- Saint-Mars-la-Brière
- Soulitré
- Surfonds

## Geschichte
Der Ort wurde erstmals im 13. Jahrhundert erwähnt, damals gab es ca. ein Dutzend Lehen, die sich auf dem ehemaligen Moor niedergelassen hatten. 
Im 17. Jahrhundert traten die Einwohner zum protestantischen Glauben über und errichteten neben der Kirche eine weitere Gebetsstelle.
Während des Deutsch-Französischen Krieges kam es bei Ardenay-sur-Mérize am 9. Januar 1871 zu Gefechten im Vorfeld der Schlacht bei Le Mans.

## Kultur und Sehenswürdigkeiten

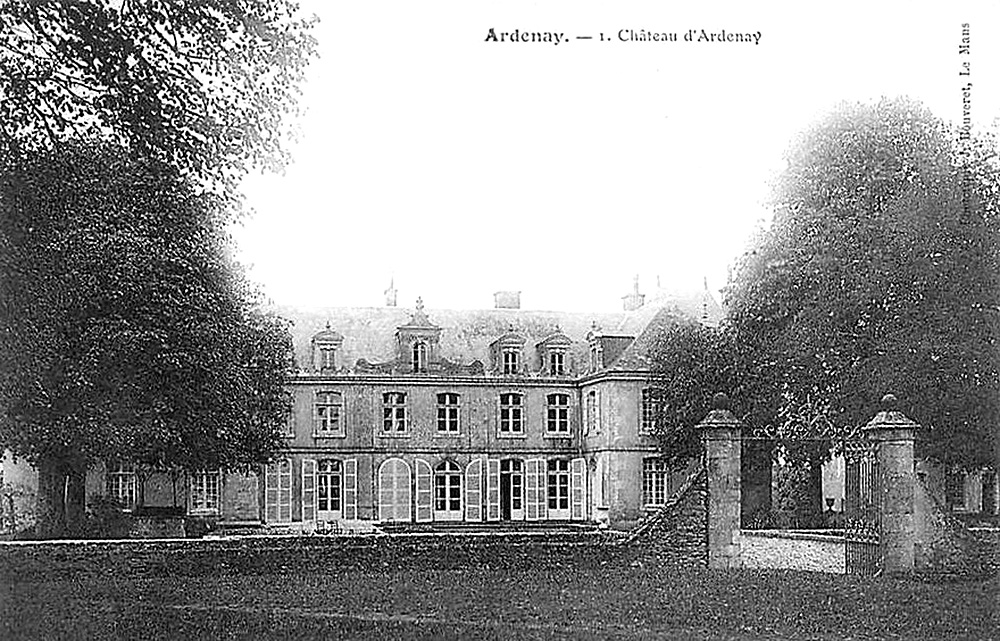
Château d'Ardenay, etwa 1900

Zu den Sehenswürdigkeiten gehört das Château d'Ardenay aus dem 17. und 18. Jahrhundert. Der Wassergraben ist jedoch inzwischen trocken. Weiterhin gibt es die Ruine einer mittelalterlichen Kapelle und einen Park im französischen Stil.

## Wirtschaft und Infrastruktur
Etwa 500 Meter südöstlich vom Ortskern befindet sich die Wasserfabrik Cristal Roc, gegründet 1968 durch Max Reculard (1908–1999). 
Sonstige Erwerbszweige sind die Landwirtschaft, insbesondere der Anbau von Getreide und die Rinderzucht. Im Ort befindet sich ein Sägewerk. 
Erschlossen wird Ardenay-sur-Mérize durch die N 157 (Le Mans – Saint Calais). Weitere Infrastruktur mit Bahnanschluss befindet sich in Le Mans.

## Bevölkerungsentwicklung
| 1962 | 1968 | 1975 | 1982 | 1990 | 1999 | 2006 |
| ---- | ---- | ---- | ---- | ---- | ---- | ---- |
| 260  | 237  | 241  | 331  | 369  | 427  | 443  |